# Makole
Makole (in tedesco Maxau) è un comune della Slovenia. È stato creato il 1º marzo 2006 con parte del territorio di Slovenska Bistrica.
Makole è menzionato per la prima volta nel 1375.

## Località
Il comune è formato da 13 insediamenti:
- Dežno pri Makolah
- Jelovec pri Makolah
- Ložnica
- Makole
- Mostečno
- Pečke
- Savinsko
- Stari Grad
- Stopno
- Stranske Makole
- Strug
- Štatenberg
- Varoš